# Molophilus costopunctatus
Molophilus costopunctatus là một loài ruồi trong họ Limoniidae. Chúng phân bố ở miền Tân bắc.